# 小行星31650
小行星31650（31650 Frýdek-Místek）是一颗绕太阳运转的小行星，为主小行星带小行星。该小行星于1999年4月18日发现。

## 轨道参数
小行星31650的轨道半长轴为2.7420603 UA，离心率为0.187。